# Église Saint-Paul de Bas-Caraquet
Pour les articles homonymes, voir Église Saint-Paul.
L'église Saint-Paul de Bas-Caraquet, au Nouveau-Brunswick (Canada), est un édifice de style néogothique mesurant 53 mètres de long par 18 mètres de large. Elle fut construite entre 1902 et 1908 par James Howell de Bathurst, selon les plans de Nazaire Dugas. 

## Historique
Les paroissiens n'ayant pas beaucoup d'argent, ils allèrent chercher la pierre eux-mêmes en bateau ou en traîneau, à Caraquet et le long des caps. L'extérieur est fait en pierres taillées, et sciées aux coins. La fondation de l'église est constituée de pierres entassées au lieu d'une fondation de ciment. Les murs sont faits d'une charpente de bois encadrée de murs extérieurs de pierres, ces derniers renforcés par des pilastres de pierre. Le vide est rempli de gravier et de ciment. Des travaux majeurs ont été effectués en 1988 pour solidifier la structure. Le clocher argenté culmine à 46 mètres de haut et est couronné par une grande croix de fer forgé. 
Les verrières furent installés entre 1912 et 1916. Au nombre de 27, elles ont été commandées à Henri Perdriau, de Montréal. Elles rappellent la mémoire des saints pour qui les pères eudistes, fondateurs de la paroisse, avaient une dévotion particulière.
L'orgue de l'église fut installé en 1996. Acheté de l'abbaye Saint-Benoit-du-Lac, au Québec, il fut construit en 1962. De style nord-allemand, c'est un magnifique instrument de 21 jeux mécaniques répartis sur deux claviers et pédalier.
Le 24 juin 2018, l'église est ravagée par un incendie qui débute au sous-sol de la sacristie dans une boîte électrique. Dans un premier temps, les dégâts sont minimes,. Mais, dans la nuit du 24 au 25 juin 2018, alors que les pompiers pensaient avoir éteint le feu, celui-ci redémarre. Selon Acadie nouvelle, la structure est en perte totale.

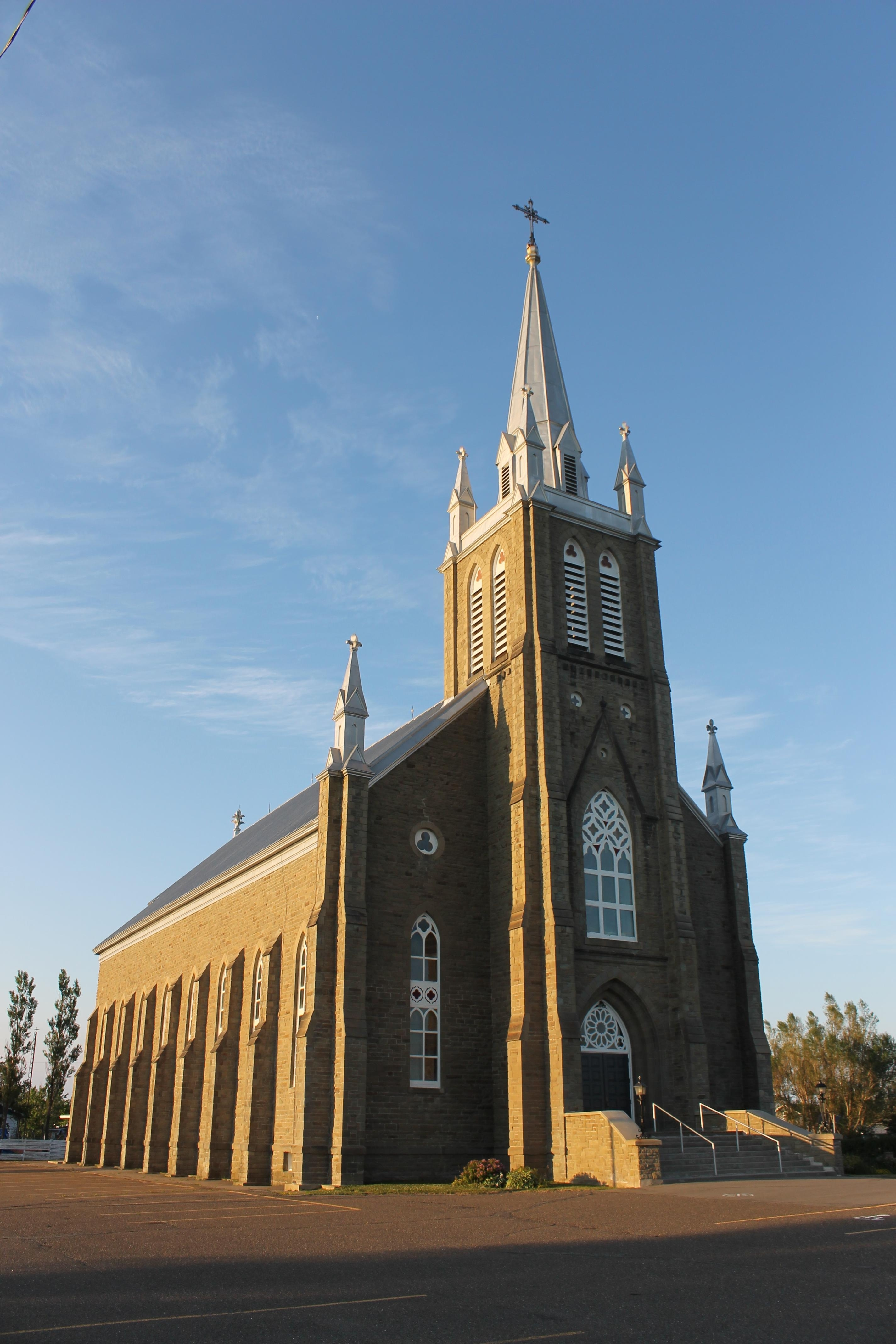
L'église au coucher du soleil (juillet 2013).
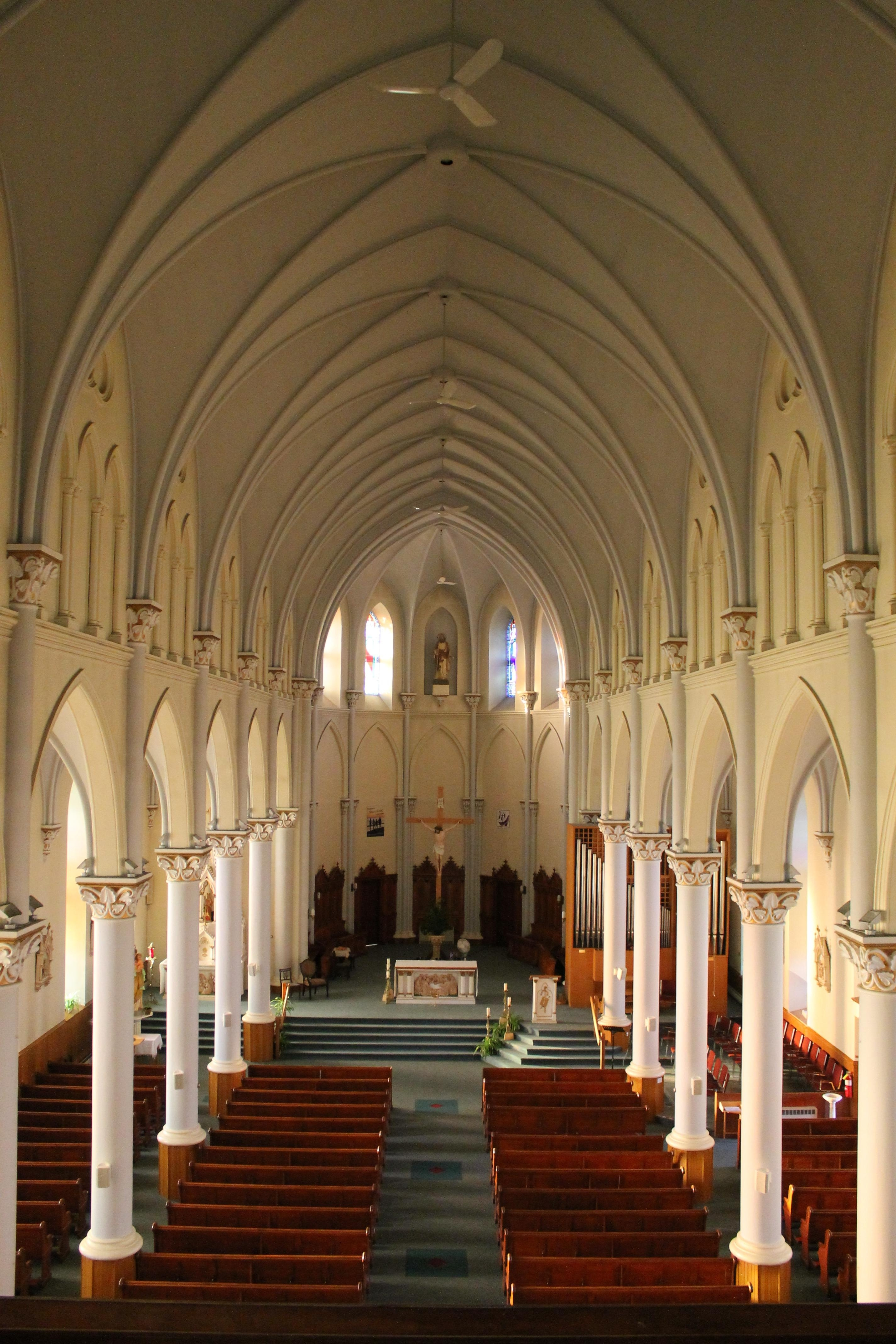
Vue de la nef à partir du jubé.
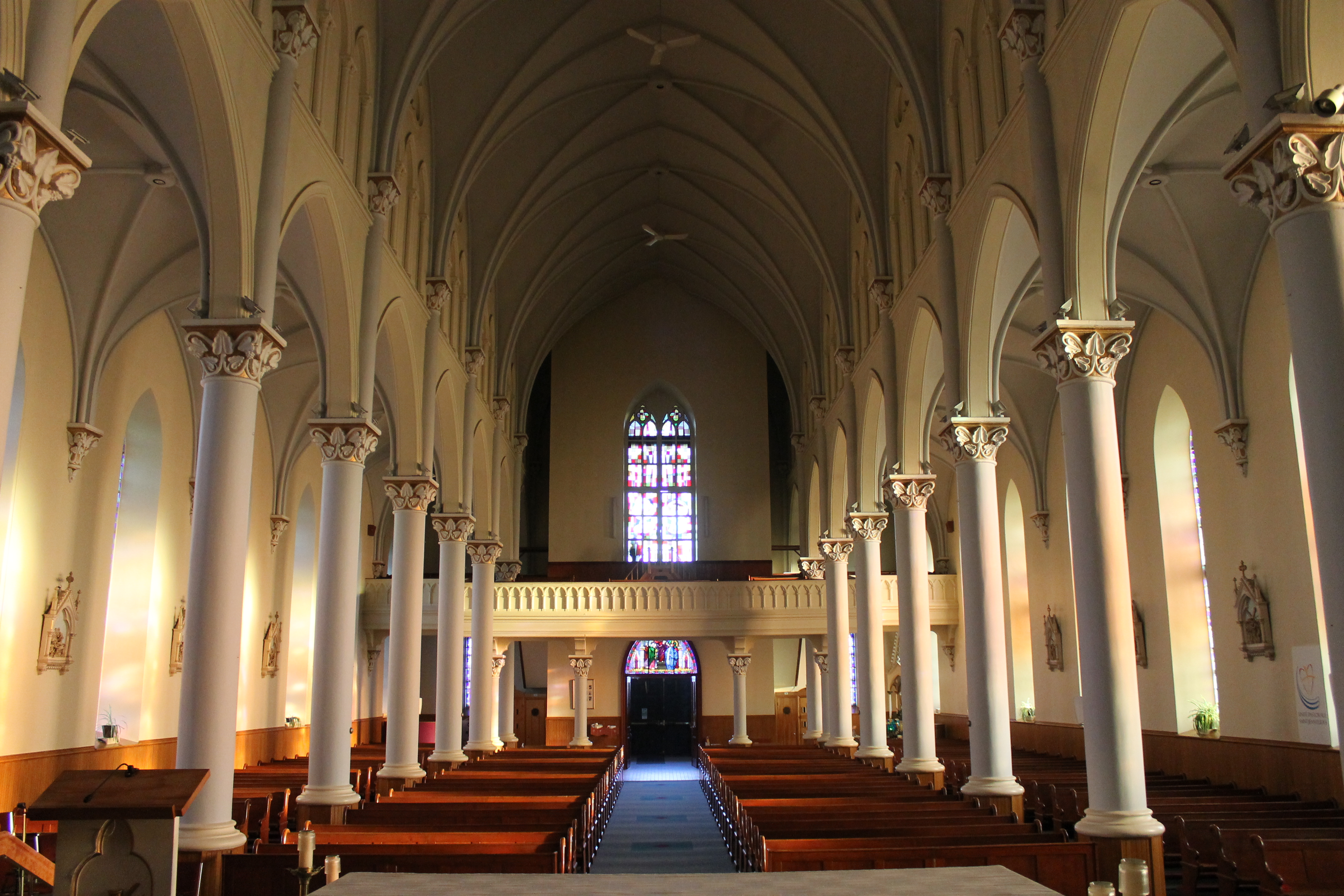
La nef à partir du Sanctuaire.
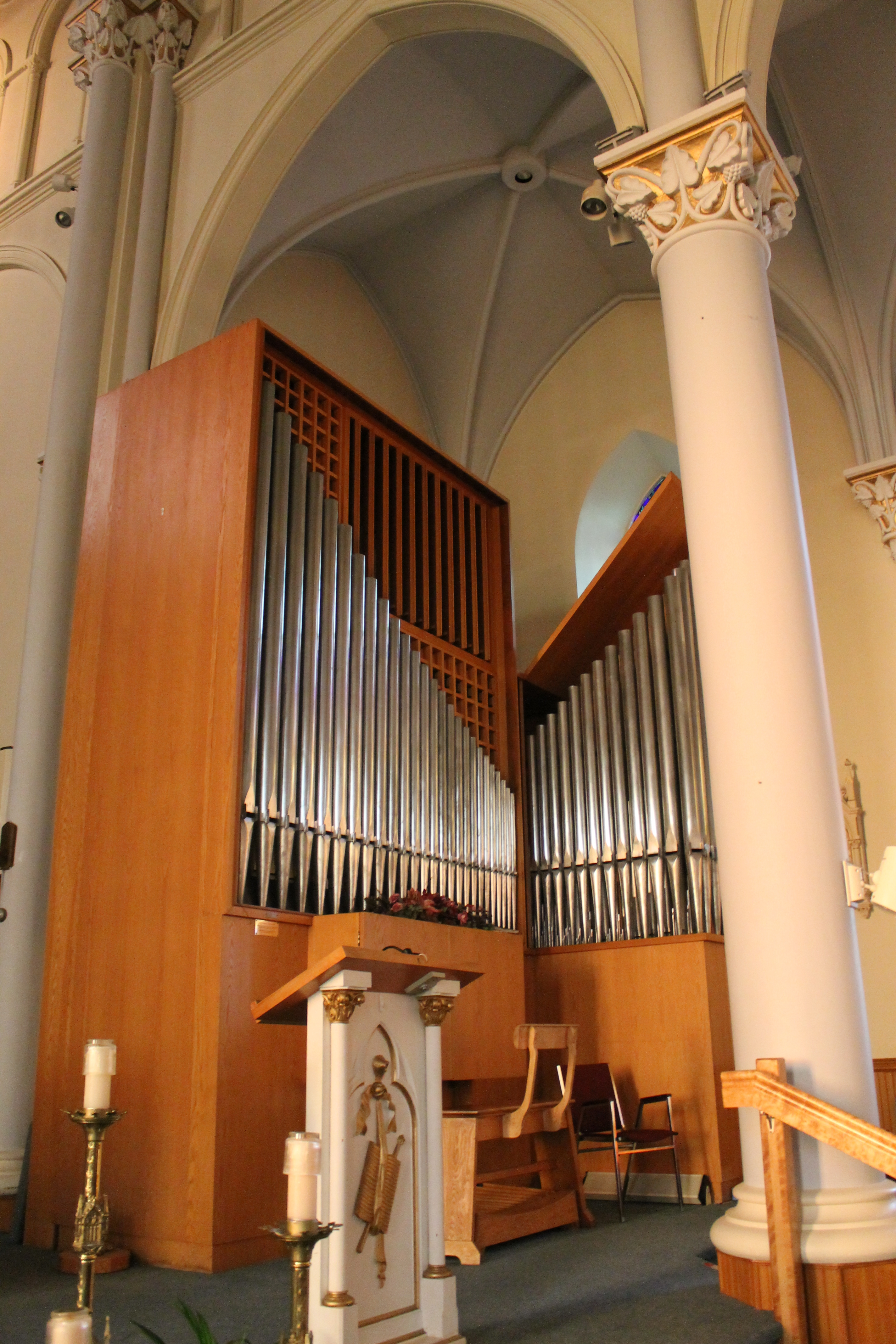
Les grandes orgues Casavant de l'église Saint-Paul de Bas-Caraquet.
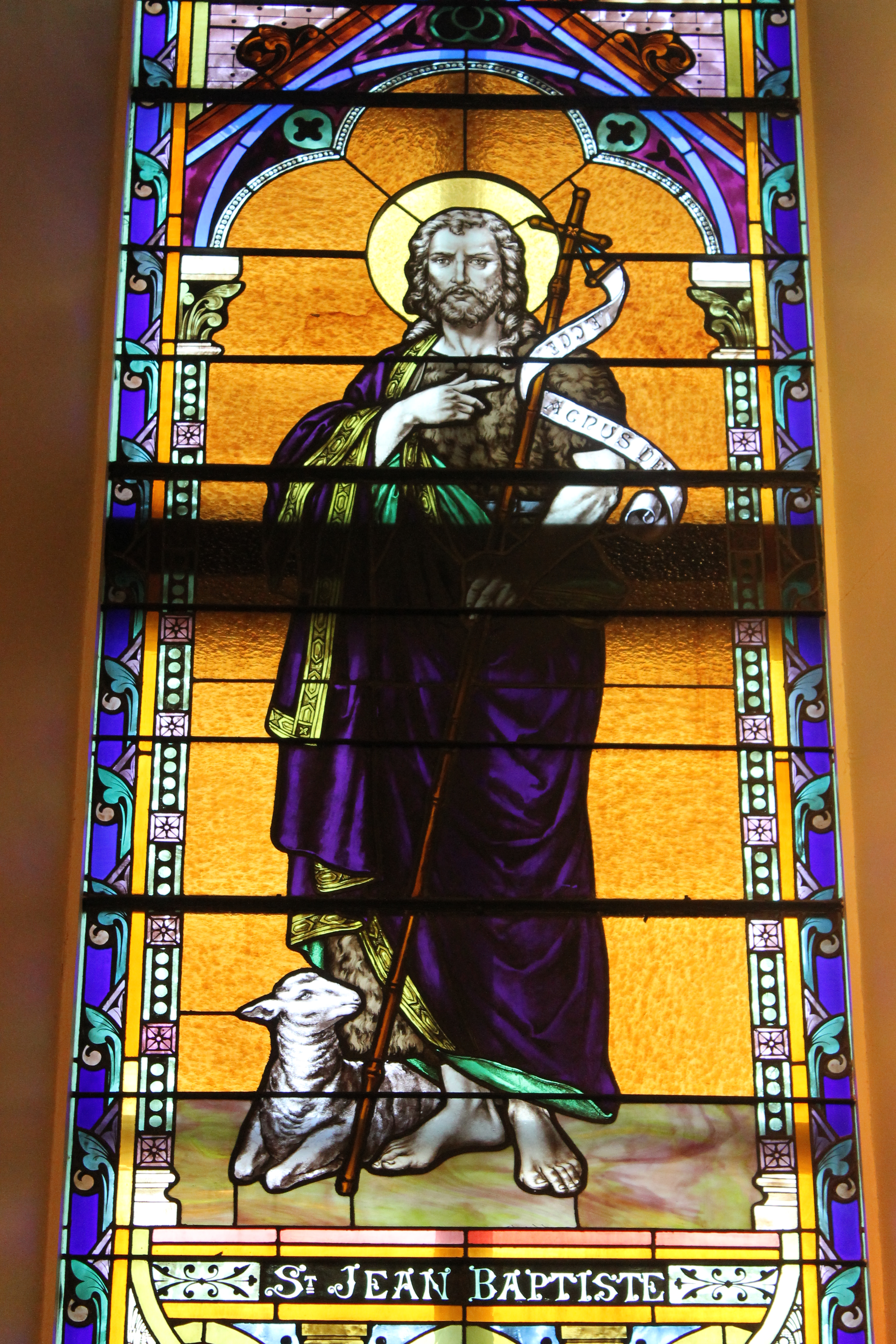
Détail d'un des vitraux ornant la nef de l'église Saint-Paul de Bas-Caraquet. Ici, Saint-Jean Baptiste, patron des canadiens-français.
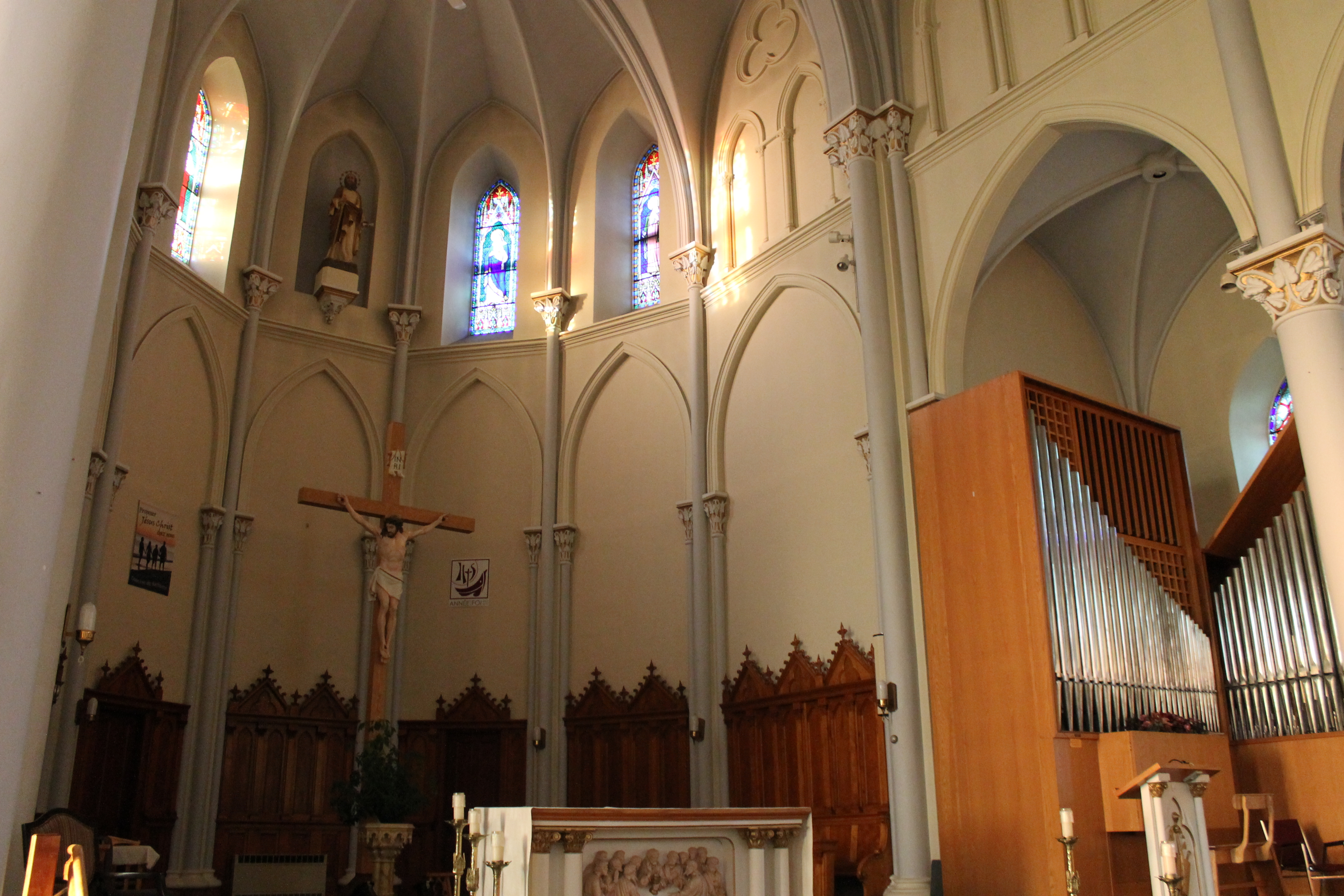
Vue d'ensemble du Sanctuaire de l'église Saint-Paul de Bas-Caraquet N.-B.
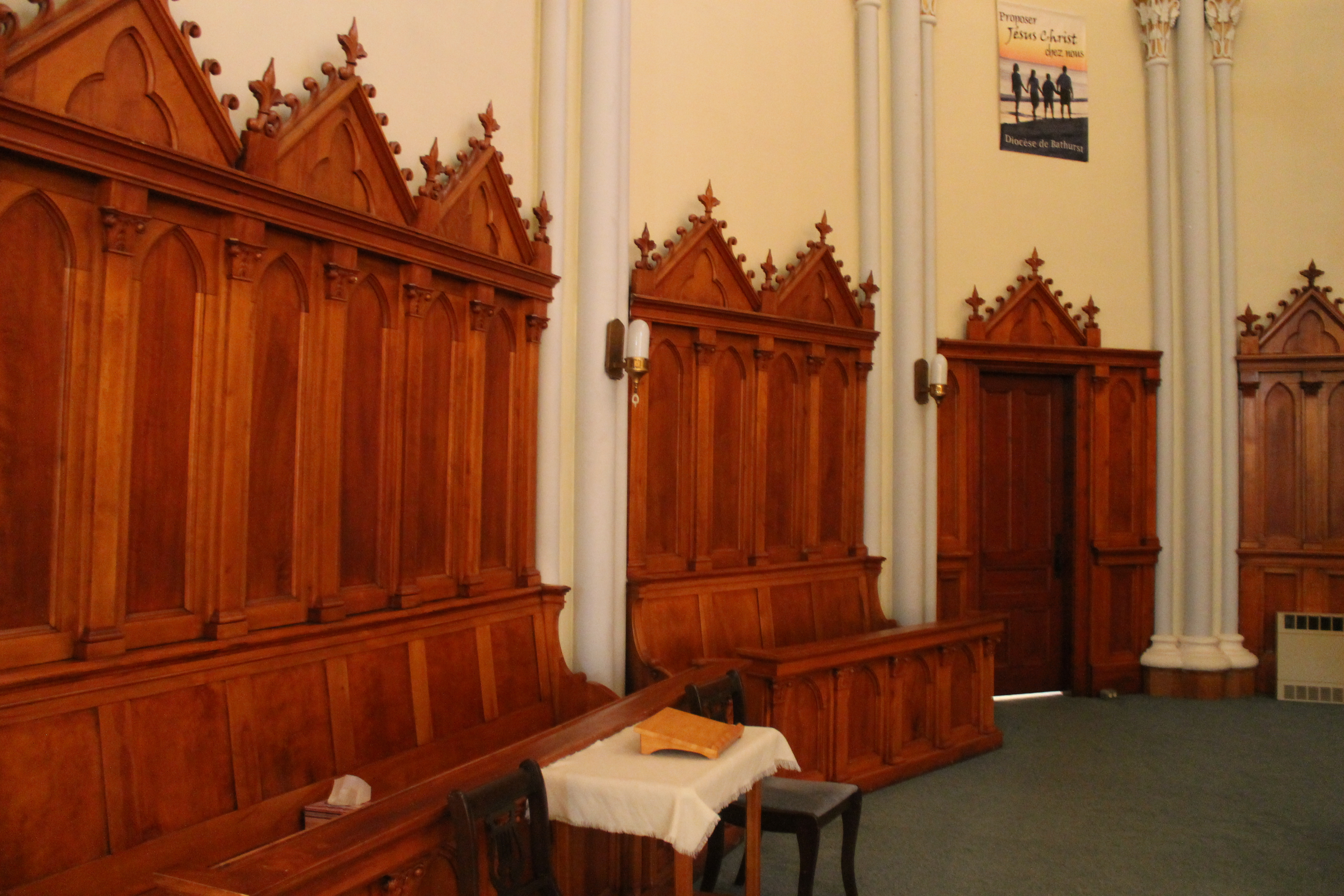
Détail des boiseries ornant le Sanctuaire de l'église Saint-Paul de Bas-Caraquet.
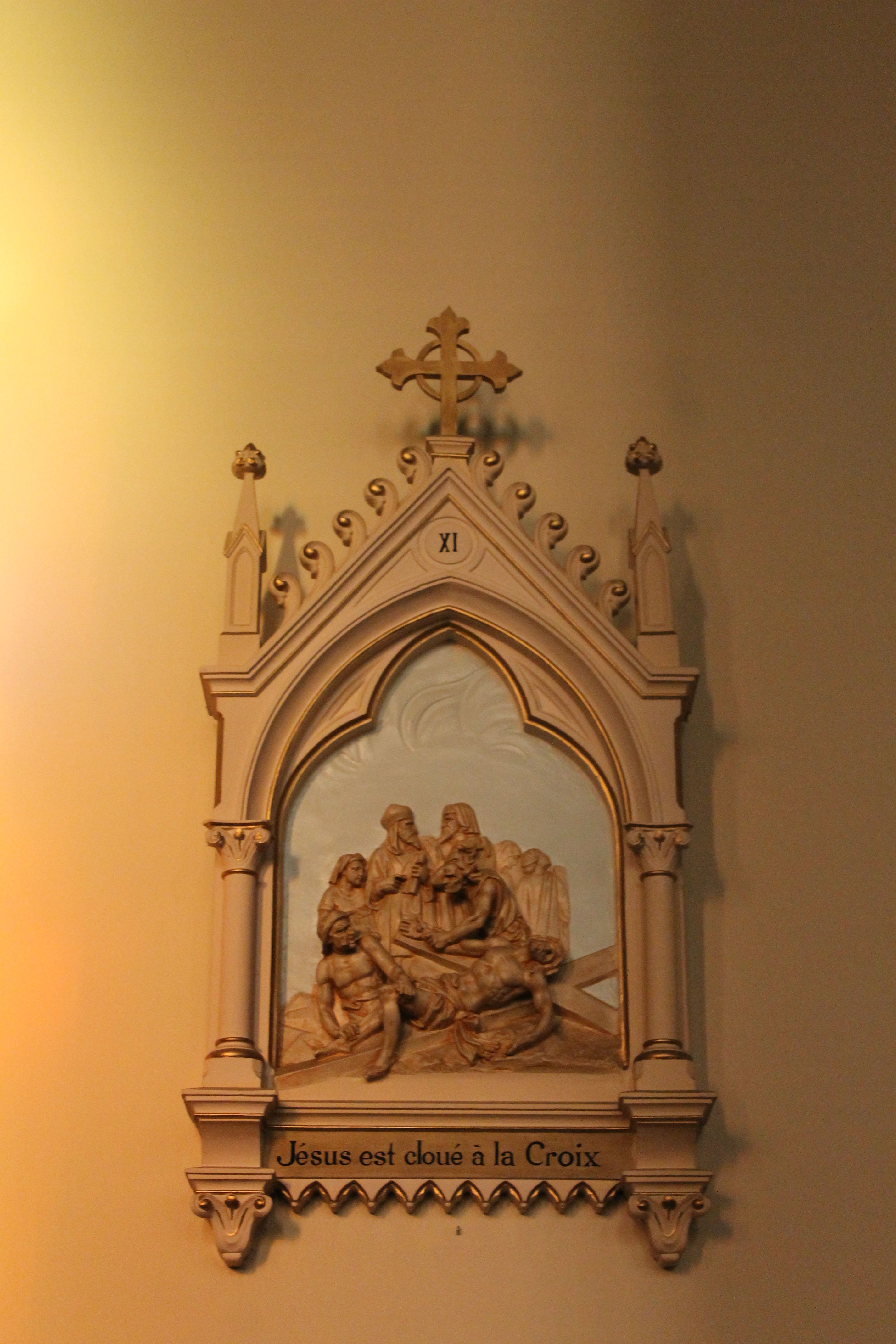
Une des stations du chemin de Croix de l'église Saint-Paul de Bas-Caraquet N.-B.
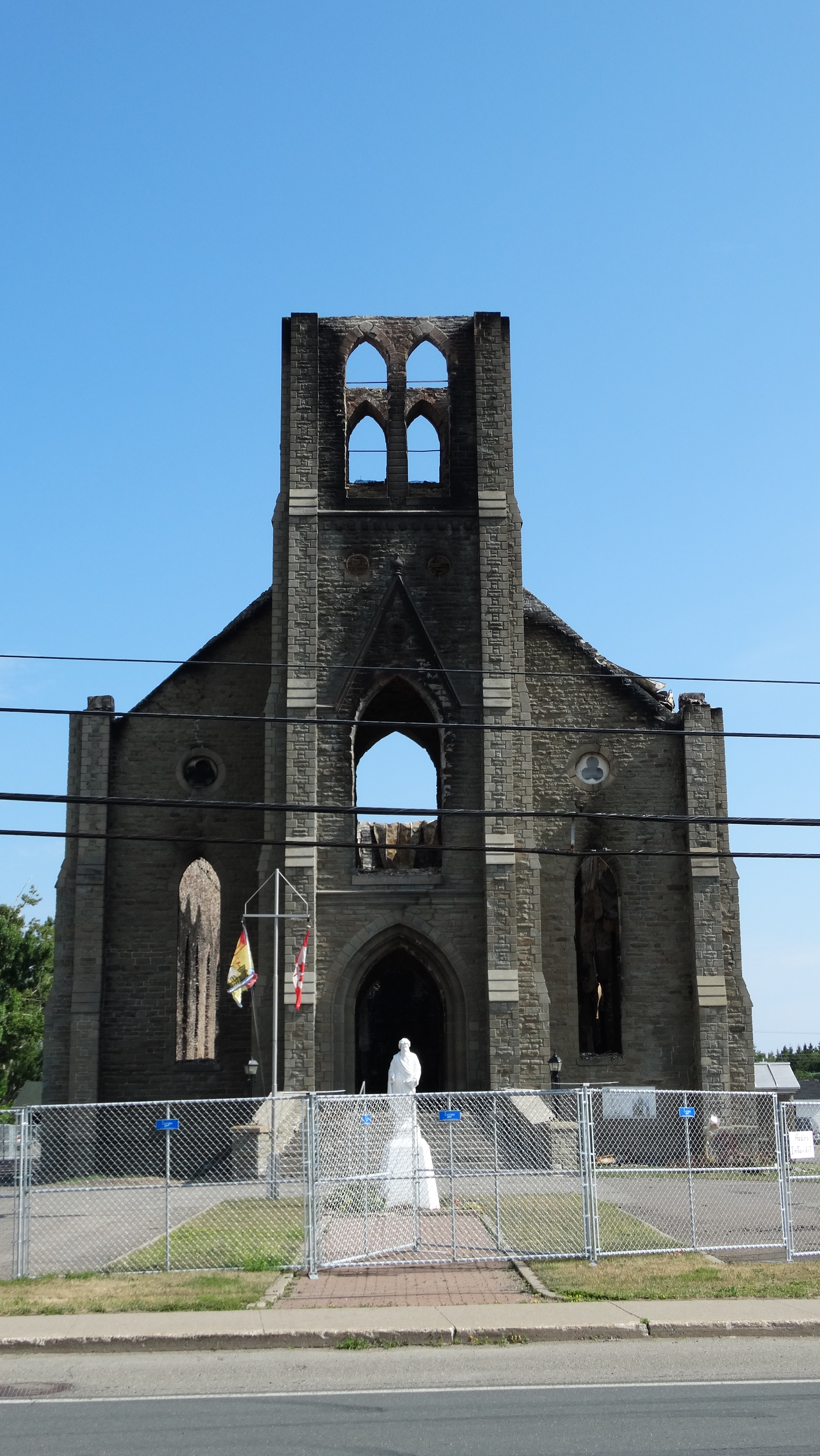
L'église de Saint-Paul quelques jours après l'incendie.